# Rosslatjärnen
Rosslatjärnen är en sjö i Hudiksvalls kommun i Hälsingland och ingår i Nianåns huvudavrinningsområde.